# Eugene Ely
Eugene Burton Ely (Williamsburg, Iowa, 21 de outubro de 1886 — Macon, Georgia, 19 de outubro de 1911) foi um pioneiro da aviação.

## Biografia
Nascido em Williamsburg, Iowa e criado em Davenport, Iowa. Frequentou a Iowa State University, graduando-se em 1904. Após a formatura, mudou-se para São Francisco, Califórnia, onde foi ativo nos primeiros dias de vendas e corridas de automóveis.
Foi transferido para Portland, Oregon, no início 1910, onde conseguiu um emprego como vendedor, trabalhando para o empresário do automobilismo e aviação E. Henry Wemme.

### Os aviões
Pouco depois, Wemme comprou um avião Glenn Curtiss um dos primeiros biplanos com motor de quatro cilindros e adquiriu a franquia para o Pacific Northwest.
Foi incapaz de pilota-lo, mas Ely, acreditando que voar era tão fácil como conduzir um automóvel, ofereceu-se para tentar. Acabou por acidentar-se, e sentindo-se responsável, comprou a aeronave de Wemme. Alguns meses depois ele tinha reparado a aeronave e aprendido a pilota-la.
Voou intensamente na área Portland, dirigindo-se a Winnipeg para participar de uma exposição, e indo para Minneapolis, Minnesota, em Junho de 1910, onde encontrou-se com Glenn Hammond Curtiss e começou a trabalhar para ele.

### Feitos históricos
Em Outubro, Ely e Curtiss associaram-se ao Capitão Washington Chambers, que tinha sido nomeado pelo secretário da Marinha George von Lengerke Meyer, para investigar usos militares para a aviação na área naval.
Isto levou a dois experimentos conduzidos por Eugene Ely. Ele foi o primeiro piloto a alçar voo a partir de um navio em 14 de Novembro de 1910.
O navio era cruzador USS Birmingham onde uma rampa para a  decolagem foi improvisada, ancorado em Hampton Roads, Virgínia, Estados Unidos. Pousou em Willoughby Spit também na Virgínia depois de um voo de 5 minutos.
Em 18 de janeiro de 1911 tornou-se o primeiro piloto a pousar em um navio ancorado. Decolou da pista de corridas de Tanforan e realizou o pouso no USS Pennsylvania ancorado em São Francisco (Califórnia).
|  |  |  |

### Fatalidade
Eugene Ely faleceu em 19 de outubro de 1911, enquanto voava em uma exposição em Macon Geórgia quando seu avião caiu.

### Reconhecimento
Em 1933, foi condecorado postumamente pelo presidente Franklin D. Roosevelt, com a medalha Distinguished Flying Cross em reconhecimento da sua contribuição para a aviação naval.
Uma exposição de antigas aeronaves navais, na Norfolk Naval Air Station - Virgínia, leva o nome de Ely.
Um marco de granito em Newport News, Virginia, defronte  as águas onde aconteceu o histórico voo de 1910 recorda a contribuição de Eugene Ely para a aviação militar, naval, em particular.